# Bundeskanzler-Willy-Brandt-Stiftung
Die Bundeskanzler-Willy-Brandt-Stiftung (kurz: BWBS) ist eine rechtsfähige bundesunmittelbare Stiftung, die dem Andenken Willy Brandts dient. Sie gehört zu den sieben von der Bundesrepublik Deutschland eingerichteten Politikergedenkstiftungen. Die Stiftung hat ihren Hauptsitz in Berlin und jeweils eine Außenstelle in Willy Brandts Geburtsstadt Lübeck und in Unkel, wo der Friedensnobelpreisträger am 8. Oktober 1992 verstarb.

## Stiftungszweck
Die Stiftung wurde 1994 durch Gesetz des Deutschen Bundestages als bundesunmittelbare Stiftung des öffentlichen Rechts errichtet. Sie hat die Aufgabe, „das Andenken an das Wirken Willy Brandts für Freiheit, Frieden und Einheit des deutschen Volkes und die Sicherung der Demokratie für Europa und die Dritte Welt, die Vereinigung Europas und für die Verständigung und Versöhnung unter den Völkern sowie für den Nord-Süd-Dialog zu wahren und so einen Beitrag zum Verständnis der Geschichte des 20. Jahrhunderts und der Entwicklung der Bundesrepublik Deutschland zu leisten.“ Die Schwerpunkte der Stiftungsarbeit liegen in der historischen Forschung sowie der historisch-politischen Bildungsarbeit.
Die BWBS verfügt über drei Gremien: das fünfköpfige Kuratorium, den aus drei ehrenamtlichen Mitgliedern bestehenden Vorstand und einem Internationalen Beirat mit 15 Experten. Der Vorstand führt die Geschäfte der Stiftung und setzt die Grundsatzbeschlüsse des Kuratoriums um. Der Vorstandsvorsitzende vertritt die Stiftung nach außen und ist Dienstvorgesetzter ihrer Beschäftigten. Zur Wahrnehmung der laufenden Angelegenheiten wird er durch einen hauptamtlichen Geschäftsführer unterstützt. Der Internationale Beirat berät die Stiftung bei aktuellen Projekten. Die BWBS wird als Behörde aus dem Haushalt des Bundes finanziert und untersteht der Rechtsaufsicht der Beauftragten der Bundesregierung für Kultur und Medien (BKM).

## Standorte

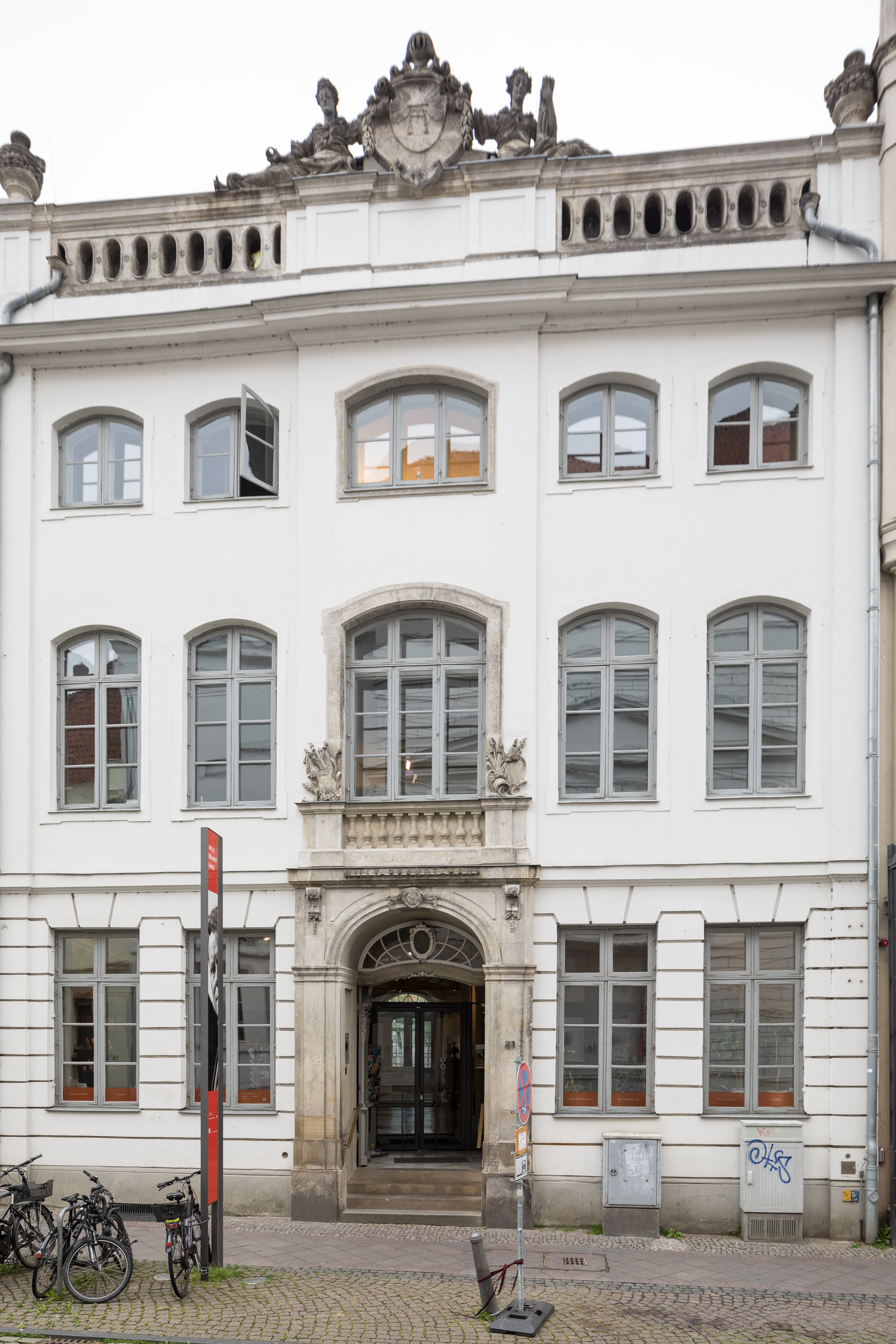
Willy-Brandt-Haus in Lübeck

### Forum Willy Brandt Berlin
Das Forum Willy Brandt Berlin bietet wechselnde Ausstellungen sowie ein Programm historisch-politischer Bildung mit kleineren Veranstaltungen. Das Forum war von 1996 bis 2010 im Rathaus Schöneberg und von 2010 bis 2019 im Elisabeth-Selbert-Hauses (Unter den Linden 62–68) untergebracht. Aktuell befindet es sich in der Behrenstraße 15, bis der Neubau des Elisabeth-Selbert-Hauses fertiggestellt sein wird.

### Willy-Brandt-Haus Lübeck
Seit Dezember 2007 hat die Stiftung mit dem Willy-Brandt-Haus Lübeck eine Außenstelle in der Geburtsstadt Willy Brandts. Das Gebäude wird von der Stadt unentgeltlich zur Verfügung gestellt und sowohl von der BWBS als auch dem städtischen Amt für Denkmalpflege genutzt. Die knapp 2,8 Millionen Euro teure Sanierung wurde von der Deutschen Stiftung Denkmalschutz unterstützt. Das Gebäude hat eine für die Stadt Lübeck bedeutsame Vergangenheit. So war es Sitz der Zirkelgesellschaft und des Oberappellationsgerichts. Willy Brandt hat in dem Haus nie gelebt, er wurde im Stadtteil St. Lorenz geboren und ist dort aufgewachsen.

### Willy-Brandt-Forum Unkel
Am 20. September 2021 hat die Stiftung auf Grundlage eines Beschlusses des Deutschen Bundestages die Verantwortung für den Unterhalt einer ständigen Ausstellung im Willy-Brandt-Forum Unkel übernommen. Dazu haben BWBS und die Bürgerstiftung Willy-Brandt-Forum Unkel einen Kooperationsvertrag unterzeichnet.

## Ausstellungen
Im Zentrum der Stiftungsarbeit stehen die Dauerausstellungen in Berlin, Lübeck und Unkel. Zudem ist seit Oktober 2019 die Wanderausstellung „Willy Brandt – Freiheitskämpfer, Friedenskanzler, Brückenbauer“ im deutschsprachigen Raum auf Tour. Seit Herbst 2020 erinnert die internationale Wanderausstellung „Willy Brandt. A Life for Freedom, Peace and Reconciliation between the Nations“ weltweit an den Staatsmann. Der Eintritt zu den Ausstellungen ist frei.

## Historisch-politische Bildung/Museumspädagogik
An ihren beiden Ausstellungsstandorten bietet die BWBS ein umfangreiches museumspädagogisches Begleitprogramm für verschiedene Zielgruppen an. Das Programm umfasst Führungen, Workshops sowie Projekttage zu Themen der deutschen Geschichte des 20. Jahrhunderts. Zudem werden Fortbildungen für Lehrkräfte sowie Seminare für Orientierungskurse angeboten. Zu diesem Zweck kooperiert die Stiftung auch mit anderen Bildungseinrichtungen oder Volkshochschulen.

## Veranstaltungen
Die BWBS richtet in Berlin und Lübeck regelmäßig Buchpräsentationen, Podiumsdiskussionen, Vorträge oder Zeitzeugengespräche aus. Die beiden wichtigsten Veranstaltungsformate in Berlin sind das Willy-Brandt-Gespräch sowie die Willy Brandt Lecture. In Lübeck finden die Willy-Brandt-Rede sowie die Reihe Themen Willy Brandts – Themen unserer Zeit statt. Es werden hierfür wichtige Persönlichkeiten aus Politik, Kultur, Wissenschaft und Wirtschaft eingeladen. In den vergangenen Jahren sprachen unter anderem die Autorin Naomi Klein, der Bundespräsident Frank-Walter Steinmeier sowie die Politikerin Federica Mogherini. Wichtige Reden und Diskussionen der Veranstaltungen werden in den Heften der Schriftenreihe der Stiftung veröffentlicht.

## Historische Forschung
Die BWBS betreibt eigene historische Forschung und regt wissenschaftliche Untersuchungen an. Regelmäßig richtet sie wissenschaftliche Workshops oder Konferenzen aus und kooperiert mit Forschungseinrichtungen weltweit. Ein langjähriger Arbeitsschwerpunkt bildete die Fertigstellung der zehnbändigen Quellenedition Willy Brandt – Berliner Ausgabe. Zudem beschäftigte sich die Publikationsreihe Willy-Brandt-Studien mit Themen aus der Willy-Brandt-Forschung. In der Reihe Willy-Brandt-Dokumente wurden vergriffene Schriften Brandts neu herausgegeben sowie weitere Manuskripte und Briefwechsel zu relevanten Einzelthemen seines politischen Lebens veröffentlicht. In der neuen Reihe Studien und Dokumente im Campus-Verlag erscheinen wissenschaftliche Arbeiten über Willy Brandts politisches Wirken sowie kommentierte Dokumenteneditionen und Neuauflagen seiner wichtigsten Bücher und Schriften.
Alle zwei Jahre verleiht die BWBS den Willy-Brandt-Preis für Zeitgeschichte . Von 2018 bis 2023 wurden jährlich bis zu zwei Willy Brandt Small Research Grants als Unterstützung für Nachwuchswissenschaftler verliehen.

## Willy-Brandt-Preis für Zeitgeschichte
Seit 2005 vergibt die Stiftung alle zwei Jahre den Willy-Brandt-Preis für Zeitgeschichte. Ausgezeichnet wird eine herausragende wissenschaftliche Arbeit, die sich entweder unmittelbar mit dem Wirken und dem Vermächtnis Willy Brandts oder mit einem Kapitel der Zeitgeschichte befasst, das mit seinem Namen und politischen Leben verbunden ist.
Ausgezeichnete Werke waren:
- 2023 – Pénélope Léa Patry: Willy Brandts frühe Europavorstellungen aus dem skandinavischen Exil (1933–1947): Entstehung und Ausformung eines außenpolitischen Bewusstseins zwischen Internationalismus und Europäismus
- 2021 – Felix Lieb: Arbeit durch Umwelt? Sozialdemokratie und Ökologie 1969–1998
- 2019 – Michael Frey: Vom Dritten Weg zur Dritten Welt: Der Kalte Krieg und die Entstehung der Neuen Linken in den Vereinigten Staaten und der Bundesrepublik Deutschland, 1956–1965
- 2017 – Scott Krause: Bringing Cold War Democracy to West Berlin, 1933–1972: A Shared German-American Project
- 2015 – Kristina Meyer: Die SPD und die NS-Vergangenheit 1945–1974
- 2011 – Claudia Hiepel: Willy Brandt und Georges Pompidou – Deutsch-französische Europapolitik zwischen Aufbruch und Krise
- 2009 – Petri Hakkarainen: Amplifying Ostpolitik: the Federal Republic of Germany and the Conference on Security and Co-operation in Europe (CSCE), 1966–1972
- 2007 – Robin M. Allers: Beinahe eine Special relationship – Deutsch-norwegische Beziehungen und die Erweiterung der europäischen Gemeinschaft in der Ära Brandt (1966–1973)
- 2005 – Daniel Friedrich Sturm: Uneinig in die Einheit. Die Sozialdemokratie und die Vereinigung Deutschlands 1989/90

## Willy Brandt-Online-Biografie
Die BWBS unterhält die Willy Brandt Online-Biografie  zum Leben und Wirken Willy Brandts, welche auf Deutsch, Englisch und Norwegisch verfügbar ist.